# Jeremy Hunt (wielrenner)
Jeremy Hunt (Macklin, 13 maart 1974) is een Brits voormalig wielrenner.

## Carrière
De in Canada geboren Hunt werd in 1996 beroepswielrenner bij het Spaanse Banesto waar hij tot en met 1999 reed. Daarna reed hij vier jaar in Franse dienst bij BigMat-Auber 93. Van 2004 tot 2005 reed hij voor MrBookmaker.com, in 2006 stapte hij over naar Unibet.com. In 2008 verruilde hij het stoppende Unibet.com voor het Franse Crédit Agricole. Na dat seizoen kwam hij twee seizoenen uit voor Cervélo TestTeam om in 2011 voor Sky ProCycling te rijden.
Hunts specialiteit was de sprint. In 1997 en 2001 werd hij Brits kampioen op de weg.
Eind 2012 stopte Hunt met wielrennen. Na zijn carrière werd hij eerst ploegleider van het nieuw opgerichte Synergy Baku Cycling Project (2013-2016) en later bij Drapac Professional Cycling (2016) en Terengganu Cycling Team (2017-2021).

## Belangrijkste overwinningen
1997
Circuito de Getxo
3e etappe Commonwealth Bank Classic
 Brits kampioen op de weg, Elite
3e etappe Ronde van de Toekomst
9e etappe Ronde van de Toekomst
1ste etappe Circuit Cycliste de la Sarthe
5e etappe Ronde van Aragón
1998
Plymouth
1ste etappe en eindklassement Robert Hobbs Two Days
10e etappe Ronde van Portugal
14e etappe Ronde van Portugal
1999
2e etappe Commonwealth Bank Classic
5e etappe Ronde van Castilië en León
2000
1ste etappe Sea Otter Classic
13e etappe Herald Sun Tour
2e etappe Ronde van de Middellandse Zee
2001
 Brits kampioen op de weg, Elite
4e etappe Circuit Franco-Belge
2de etappe Tour de la Somme
2002
GP Ouest France-Plouay
2003
2e etappe Ronde van Picardië
2005
2e etappe Ronde van Wallonië
2007
GP La Marseillaise
2008
2e etappe Ronde van Langkawi
2008
4e etappe Ronde van Denemarken

## Resultaten in voornaamste wedstrijden
| Jaar | Ronde van Italië | Ronde van Frankrijk | Ronde van Spanje |
| ---- | ---------------- | ------------------- | ---------------- |
| 2002 |                  |                     | opgave           |
| 2003 |                  |                     |                  |
| 2004 |                  |                     |                  |
| 2005 |                  |                     |                  |
| 2006 |                  |                     |                  |
| 2007 |                  |                     |                  |
| 2008 |                  |                     | 107e             |
| 2009 | 150e             |                     |                  |
| 2010 |                  | 162e                |                  |
| 2011 |                  |                     |                  |
| 2012 | opgave           |                     |                  |

| Jaar | Milaan-San Remo | Gent-Wevelgem | Ronde van Vlaanderen | Parijs-Roubaix | Parijs-Brussel | Dwars door Vlaanderen |  | WK op de weg |  | Wereldranglijsten |
| ---- | --------------- | ------------- | -------------------- | -------------- | -------------- | --------------------- |  | ------------ |  | ----------------- |
| 2002 |                 |               |                      |                |                |                       |  |              |  |                   |
| 2003 |                 |               |                      |                |                | 18e                   |  |              |  |                   |
| 2004 |                 | 45e           |                      | 79e            | 4e             | 10e                   |  |              |  |                   |
| 2005 |                 |               |                      | 20e            |                | 46e                   |  |              |  |                   |
| 2006 |                 | 121e          |                      | 33e            | 29e            | Zilver                |  |              |  |                   |
| 2007 | 17e             |               |                      |                | ↑              |                       |  |              |  |                   |
| 2008 |                 | 44e           |                      |                |                | 45e                   |  |              |  |                   |
| 2009 | 133e            | 10e           | 75e                  | 19e            |                | 24e                   |  |              |  | 223e (UWK)        |
| 2010 | 142e            |               |                      | 18e            |                |                       |  |              |  |                   |
| 2011 |                 |               |                      |                |                | 106e                  |  | 115e         |  |                   |
| 2012 |                 | 130e          |                      |                |                |                       |  |              |  |                   |

Alonso ·
Aparicio ·
Arrieta ·
Blanco ·
Casero ·
Davy (tot 15/10) ·
Garcia ·
González ·
Hunt ·
M. Indurain     ·
P. Indurain ·
Jiménez ·
Miranda ·
Nazon (tot 31/08) ·
Nijboer ·
Rodrigues ·
Uriarte
Alonso ·
Aparicio ·
Arrieta ·
Beltrán ·
Blanco ·
Casero ·
de Las Cuevas ·
Fernández Ginés ·
Garcia ·
González ·
Hunt ·
Indurain ·
J. M. Jiménez ·
Miranda ·
Olano ·
A. Osa ·
U. Osa ·
Peña ·
Rodrigues ·
Uriarte ·
E. Jiménez (stagiair) ·
Lastras (stagiair) ·
Mancebo (stagiair)
Alonso ·
Arrieta ·
Barbosa ·
Beltrán ·
de Las Cuevas ·
Fernández Ginés ·
Garcia ·
Garmendia ·
Hunt ·
E. Jiménez ·
J. M. Jiménez ·
Lastras ·
Latasa ·
Mancebo ·
Navas ·
Odriozola ·
Olano   ·
A. Osa ·
U. Osa ·
Peña ·
Rodrigues ·
Solaun ·
Ferrío (stagiair) 
Arrieta ·
Baranowski ·
Barbosa ·
Beltrán ·
Bruseghin ·
García ·
Garmendia ·
Hunt ·
E. Jiménez ·
J. M. Jiménez ·
Lastras ·
Latasa ·
Mancebo ·
Navas ·
Odriozola ·
A. Osa ·
U. Osa ·
Peña ·
Piepoli ·
Rodrigues ·
Solaun ·
Zülle ·
Benito (stagiair) ·
Zandio (stagiair) 
Castresana · Coenen · Commeyne · Day · De Clercq · De Smet · Gabriel · Hammond · Hunt · Koehler · Lembo · Leukemans · Omloop · Planckaert · Renders · Roodhooft · Thijs · Trouvé · Van de Wouwer · Vandenbroucke · Vanderaerden · Vanhaecke · Vannoppen · Wuyts · Duyck (stagiair) · Habeaux (stagiair) · Steenbergen (stagiair)
Boucher · Bouquet · Castresana · Coenen · Commeyne · Day · Gabriel · Gardeyn · Hunt · Laidoun · Omloop · Paumier · Planckaert · Pronk · Renders · Roodhooft · Šimůnek · Thijs · Traksel · Trouvé · Van de Wouwer · van Dijk · Vandenbroucke · Vanderaerden · Vanhaecke · Vannoppen · Wuyts · De Gruyter (stagiair) · De Leener (stagiair) · Suray (stagiair)
Boucher · Bouquet · Bruylandts · Castresana · Coenen · Cooke · Domínguez · Gabriel · García Quesada · Gardeyn · Hunt · Ljungblad · Omloop · Pasamontes · Pronk · Renäng · Serpellini · ten Dam · Thijs · Traksel · Van de Wouwer · Vandenbroucke · Wilson · Zanotti · Bak (stagiair) · Jacobs (stagiair) · Vandenbergh (stagiair)
Chatoentsev · Carrara · Casper · Cooke · Coyot · Criel · Eichler · Gardeyn · Gołaś · Hunt · Jacobs · Kolesnikov · Larsson · Ljungblad · Pasamontes · Peña · Pronk · Rujano · Scheuneman · Suray · ten Dam · Thijs · Urán · Vandenbergh · Vinther · Wilson · Zanotti · Bideau (stagiair) · Persson (stagiair) · Van Der Schueren (stagiair)
Berthou ·
Bodrogi ·
Bonnet ·
Botsjarov ·
Caucchioli ·
Engoulvent ·
Fofonov (tot 31/07) ·
Furlan ·
Gerrans ·
Halgand ·
Hinault ·
Hivert ·
Hunt ·
Hushovd ·
Konovalovas ·
Kern ·
Le Mével ·
Lemoine ·
Marino ·
Méderel ·
Pauriol ·
Raisin ·
Rasch ·
Renshaw ·
Roche ·
Rolland ·
Simon ·
Talabardon ·
Bessy (stagiair) ·
Chopin (stagiair) ·
Šiškevičius (stagiair) 
Cuesta · Deignan · Fleeman · Florencio · Gerrans · Gómez Marchante · Hammond · Haussler · Hoestov · Hunt · Hushovd · King · Klier · Konovalovas · Lancaster · Lloyd · Novoa · Pauwels · Pujol · Rasch · Reimer · Rollin · Roulston · Sastre · Wyss · Appollonio (stagiair)
Appollonio · Bos · Cuesta · Correia · Deignan · Denifl · Florencio · Hammond · Haussler · Hoestov · Hunt · Hushovd  · King · Klier · Konovalovas · Lancaster · Lloyd · Novoa · Pujol · Rasch · Reimer · Rollin · Sastre · Tondó · Wyss · Teklehaimanot (stagiair) · Wetterhall (stagiair)
Appollonio ·
Arvesen ·
Augustyn ·
Barry ·
Boasson Hagen ·
Carlström ·
Cioni ·
Cummings · 
Downing ·
Dowsett ·
Flecha ·
Froome ·
Gerrans ·
Hayman ·
Henderson ·
Hunt ·
Kennaugh ·
Knees ·
Löfkvist ·
Nordhaug ·
Pauwels ·
Possoni ·
Rogers ·
Stannard ·
Sutton ·
Swift ·
Thomas ·
Urán ·
Wiggins ·
Zandio ·
Puccio (stagiair)
Appollonio ·
Barry ·
Boasson Hagen ·
Cavendish  ·
Eisel ·
Dowsett ·
Flecha ·
Froome ·
Henao ·
Hayman ·
Hunt ·
Kennaugh ·
Knees ·
Löfkvist ·
Nordhaug ·
Pate ·
Porte ·
Puccio ·
Rogers ·
Rowe ·
Siwtsow ·
Stannard ·
Sutton ·
Swift ·
Thomas ·
Urán ·
Wiggins ·
Zandio ·
Martinelli (stagiair) 